# Hermann de Pourtalès
Hermann Alexandre de Pourtalès (31. marts 1847 i Neuchâtel - 28. november 1904 i Genève) var en schweizisk sejler som deltog i OL 1900 i Paris.
Pourtalès blev olympisk mester i sejlsport under OL 1900 i Paris. Han var med på den schweiziske båd Lérina, som vandt første race i 1-2 ton klassen. Han vandt sammen med sin kone Hélene og sin nevø Bernard. I det andet race, i samme klasse, kom de på en andenplads.